# Cryptocoryne nurii
Cryptocoryne nurii är en kallaväxtart som beskrevs av Caetano Xavier Furtado. Cryptocoryne nurii ingår i släktet Cryptocoryne och familjen kallaväxter. Inga underarter finns listade.